# Іштван Тот
Іштван Тот, Потя (угор. Tóth Potya István, нар. 28 липня 1891, Будапешт — пом. 6 лютого 1945, Будапешт) — угорський футболіст, що грав на позиції нападника. По завершенні ігрової кар'єри — футбольний тренер. Виступав, зокрема, за клуб «Ференцварош», а також національну збірну Угорщини. Дворазовий чемпіон Угорщини як гравець і чотириразовий чемпіон Угорщини як тренер. Володар Кубка Мітропи (як тренер).

## Клубна кар'єра
Народився 28 липня 1891 року в місті Будапешт. Вихованець футбольної школи клубу БТК. У дорослому футболі дебютував 1906 року виступами за команду клубу «Незметі», в якій провів шість сезонів.
1912 року перейшов до клубу «Ференцварош», за який виступав до 1926 року. За цей час відіграв у складі команди 390 матчів у яких забив 145 м'ячів. Серед них 17 матчів і 63 голи в чемпіонаті, а також 9 матчів і 1 гол у кубку. Двічі ставав чемпіоном країни і двічі володарем Кубку Угорщини.

## Виступи за збірну
1909 року дебютував в офіційних матчах у складі національної збірної Угорщини. Протягом кар'єри у національній команді, яка тривала 18 років, провів у формі головної команди країни 19 матчів, забивши 8 голів.
У складі збірної був учасником футбольного турніру на Олімпійських іграх 1912 року у Стокгольмі.

## Кар'єра тренера
Розпочав тренерську кар'єру, ще продовжуючи грати на полі, 1925 року, очоливши тренерський штаб клубу «Ференцварош». Три сезони поспіль приводив команду до чемпіонства і двічі здобував національний кубок. В 1928 році здобув з командою міжнародний трофей  – Кубок Мітропи.
24 лютого 1929 року керував збірною Угорщини в товариському матчі проти Франції (0:3). Далі подався до Італії, де тренував клуби «Трієстина» (14 місце в Серії «А») і «Амброзіана-Інтер» (6 місце).
В 1932 році повернувся на батьківщину в клуб «Уйпешт», з яким здобув титул чемпіона Угорщини. Після цього знову тренував «Трієстину», а потім угорський «Електромош».
Останнім місцем роботи Тота був «Ференцварош», котрий він очолював в 1943 році. Загалом біля тренерського керма цього клубу він у 1925—1930 і 1943 роках працював у 211 матчах, з них 96 у чемпіонаті.
Страчений 6 лютого 1945 року на 54-му році життя у місті Будапешт.
| Дата       | Місто     | Господарі | Результат | Гості     | Турнір           | Голи | Примітки |
| ---------- | --------- | --------- | --------- | --------- | ---------------- | ---- | -------- |
| 29-5-1909  | Будапешт  | Угорщина  | 2 – 4     | Англія    | товариський матч | -    |          |
| 23-6-1912  | Осло      | Норвегія  | 0 – 6     | Угорщина  | товариський матч | 1    |          |
| 14-7-1912  | Москва    | Росія     | 0 – 12    | Угорщина  | товариський матч | 1    |          |
| 27-4-1913  | Відень    | Австрія   | 1 – 4     | Угорщина  | Кубок Вагнера    | 1    |          |
| 26-10-1913 | Будапешт  | Угорщина  | 4 – 3     | Австрія   | Кубок Вагнера    | -    |          |
| 3-5-1914   | Відень    | Австрія   | 2 – 0     | Угорщина  | Кубок Вагнера    | -    |          |
| 19-6-1914  | Стокгольм | Швеція    | 1 – 5     | Угорщина  | товариський матч | 1    |          |
| 21-6-1914  | Стокгольм | Швеція    | 1 – 1     | Угорщина  | товариський матч | -    |          |
| 8-11-1914  | Відень    | Австрія   | 1 – 2     | Угорщина  | товариський матч | -    |          |
| 30-5-1915  | Відень    | Австрія   | 1 – 2     | Угорщина  | товариський матч | -    |          |
| 3-10-1915  | Відень    | Австрія   | 4 – 2     | Угорщина  | товариський матч | -    |          |
| 7-11-1915  | Будапешт  | Угорщина  | 6 – 2     | Австрія   | товариський матч | 2    |          |
| 1-10-1916  | Будапешт  | Угорщина  | 2 – 3     | Австрія   | товариський матч | 1    |          |
| 5-11-1916  | Відень    | Австрія   | 3 – 3     | Угорщина  | товариський матч | -    |          |
| 9-11-1919  | Будапешт  | Угорщина  | 3 – 2     | Австрія   | товариський матч | -    |          |
| 2-5-1920   | Відень    | Австрія   | 2 – 2     | Угорщина  | товариський матч | 1    |          |
| 5-6-1921   | Будапешт  | Угорщина  | 3 – 0     | Німеччина | товариський матч | -    |          |
| 30-4-1922  | Будапешт  | Угорщина  | 1 – 1     | Австрія   | товариський матч | -    |          |
| 2-5-1926   | Будапешт  | Угорщина  | 0 – 3     | Австрія   | товариський матч | -    |          |
| Усього     |           | Матчів    | 19        |           | Голів            | 8    |          |

## Титули і досягнення

### Як гравця
- Чемпіон Угорщини (2):

«Ференцварош»: 1912–13, 1925–26
- Володар Кубка Угорщини (2):

«Ференцварош»: 1912–13, 1921–22

### Як тренера
- Чемпіон Угорщини (4):

«Ференцварош»: 1925–26, 1926–27, 1927–28
«Уйпешт»: 1932–33
- Володар Кубка Угорщини (2):

«Ференцварош»: 1926–27, 1927–28
- Володар Кубка Мітропи (1):

«Ференцварош»: 1928